# Matra (muziek)
Onder matra wordt in de Hindoestaanse muziek een tel verstaan. Meerdere matras samen vormen een tala, elke matra heeft zijn eigen bol, dat wil zeggen: slagtechniek of klank.